# Eduardo del Villar
Eduardo del Villar Zamacona (México, 3 de abril de 1987 - Seybaplaya, Campeche, 18 de mayo de 2014) fue un forcado mexicano sobrino del también forcado Gerardo del Villar. Realizó su debut taurino el 12 de octubre de 2005 en la Plaza de Toros de Santa Clara (México), pertenecía a la agrupación de los Forcados Hidalguenses de la que fue uno de los fundadores en el año 2008 en el estado de Hidalgo. A lo largo de su carrera, participó en corridas junto a destacados matadores, entre ellos Julián López El Juli y Pablo Hermoso de Mendoza. Falleció tras la embestida de un toro de la ganadería de Rancho Seco de nombre San Isidro Labrador, el 18 de mayo de 2014, siendo víctima de una cornada que le ocasionó la rotura de la arteria iliaca de la pierna izquierda, muriendo poco después como consecuencia de la hemorragia. En la corrida participaban también el rejoneador Emiliano Gamero y el torero Federico Pizarro.